# Handels Gosskör
Gosskören (tidigare Handels Gosskör) är en kombinerad manskör och showgrupp i Göteborg med runt 15 medlemmar. Kören bildades 1996 av nio medlemmar från Handelsspexet vid Handelshögskolan vid Göteborgs universitet. Senare har kopplingen till Handelshögskolan luckrats upp och kören använder numer endast namnet "Gosskören". Gruppen uppträder mellan 30 och 40 gånger per år på företagsfester, jubileer, bröllop, kårevenemang m.m. med en blandning av ståuppkomik och a cappellasång av egenarrangerade poplåtar. Gosskören har även turnerat i Norden och Europa.

## Diskografi
- 1997 - Upperclass Heroes
- 1998 - Välkommen till förorten[1]
- 2004 - Evolution[2]

Anmärkning: de två första skivorna är utgivna under namnet "Handels gosskör", den tredje under namnet "Gosskören".